# فصول المهمه
فصول المهمه فی معرفة الائمه نام کتابی است به قلم ابن صباغ مالکی است.

## نویسنده
علی بن محمد بن احمد بن عبدالله سفاقسی، معروف به ابن صباغ مالکی؛ یکی از دانشمندان علم حدیث اهل سنت است که در سال ۸۵۵ ه‍.ق از دنیا رفته‌است. دربارهٔ او آورده‌اند: «او قرآن، رساله‌ای در فقه و الفیّه ابن مالک را حفظ کرد و به اساتید بزرگی مانند عبدالرحمن الفاسی، عبدالوهاب بن العفیف الیافعی، جمال بن ظهیر، قریبة ابی السعود، سعد النووی، علی بن محمد بن ابی بکر الشیبی و محمد بن سلیمان بن ابی بکر البکری، عرضه نمود؛ و آنان برای وی اجازه (نامه) صادر کردند او فقه را از نخستین فرد مذکور و علم نحو را از جلال عبدالواحد المرشدی فرا گرفت». او سنی مالکی مذهب است و کمتر در اعتقاداتش تعصب به خرج می‌داد.

## ویژگی‌های کتاب
کتاب فصول المهمه، نسبت به سایر آثار سیره نویسی اهل سنت، از کمترین تعصب دینی برخوردار است، به گونه‌ای که برخی گمان می‌کنند این کتاب را یک شیعه نوشته‌است. حتی برخی به جهت نوشتن عبارت «الحمد الله الذی جعل من صلاح هذه الامة نصب الامام العادل» در اول کتابش، او را رافضی دانسته‌اند. منابع این کتاب عبارتند از:
- الارشاد شیخ مفید
- صحیح بخاری
- صحیح مسلم
- سنن نسائی
- المعجم الکبیر و الوسیط و الصغیر
- سنن ترمذی
- مسند احمد بن حنبل
- اعلام الوری باعلام الهدی
- الغیبه نعمانی
- الخرائج و الجرائح راوندی
- آثار ابن جوزی
- الآل فی امامة امیرالمؤمنین
- آثار ابونعیم اصفهانی

## ساختار کلی
این اثر با تحقیق سامی الغریری، در دو جلد و ۱۴۰۷ صفحه کتاب، منتشر شده‌است. یک مقدمه و ۱۲ فصل از بخش‌های شکل دهنده به این کتاب است. مؤلف در مقدمه دربارهٔ اینکه اهل بیت چه کسانی هستند به جریان مباهله اشاره می‌کند و مصداق آیه تطهیر را پیامبر، علی، فاطمه و حسنین معرفی می‌کند. او در تشریح سیره امامان شیعه، زندگانی علی بن ابی‌طالب، حسین بن علی و حجت بن الحسن را با تفصیل بیشتری مطرح می‌کند.